# 因格
因格（缩写：caus）是一种格，表达被标记的名词是某件事的致使者或原因。因格在达罗毗荼语系卡纳达语和泰卢固语、南美洲原住民语言克丘亚语系和东北高加索语系阿尔奇语、赫瓦爾什語、已灭绝的龟兹语中存在。